# 阪本章史
阪本 章史（さかもと あきふみ、1982年2月25日 - ）は、大阪府堺市南区出身の自転車競技プロ（BMX）レーサー。
日本人初のオリンピックBMX日本代表選手。
アメリカトップリーグでアジア人初の最高峰プロクラス【AAPRO】に昇格した選手。
広州アジア大会では銀メダルを獲得。
東京オリンピックではBMXレーシングの解説を務めた。
日本オリンピアンズ協会 所属

## 人物
2008年北京オリンピックから正式種目となったBMXレースで、アジア男子で唯一出場し初代BMXオリンピック日本代表選手となった。
日本人選手でBMX種目のオリンピックを経験した事のある唯一の選手だった。
堺市民栄誉賞を26歳で受賞。
BMXの本場アメリカにて、最高PROカテゴリーに初めて昇格した日本人選手でもある。
日本BMXレーシング界のパイオニアであり、海外ではアジアトッププロBMXレーサーとして知られる。
また、2010年の広州アジア大会では銀メダルを獲得。
2014年にはアジア大会韓国代表のコーチに就任し、コーチとしての能力も国内外から高く評価されている。
2015年には圧倒的最年長ながら日本シリーズチャンピオンを獲得。
日本チャンピオンのタイトルを計6度獲得し、競技生活を仕事とする日本では唯一のプロBMXレーサーである。
2017年、日本初のBMXProTeam GANTRIGGER を立ち上げ、チームのオーナーとしての顔も持つ。
現在は株式会社GANalliance（ジーエーエヌアライアンス、大阪府堺市）の代表取締役を務めており、
BMXProTeamの運営、マネージメント、BMXスクールやイベントなどBMXの普及に関する企画運営も行っている。
日本オリンピック委員会が行っている、オリンピック・ムーブメント事業にも多数参加ししており、2020年東京オリンピックではBMXレーシングの解説も務めた。
全国の幼稚園、小学校、中学校などにも数多く訪問し、青少年育成事業にも積極的に参加している。
スポーツ界は勿論、芸能界、政財界と幅広い交友関係を持っている。

## 略歴
8歳の頃にBMXに出会い、翌年から本格的にBMXを始める。同年、堺市北区にある大泉緑地で行われていたレースに初出場し年齢クラスで3位入賞。
11歳の時に山梨県で行われた全日本選手権に出場し、年齢クラスで優勝。
13歳で初めて日本代表に選出され、アメリカデトロイトで行われた世界選手権に出場するも惨敗。
14歳で日本トップクラスの選手として認知され、国内トップカテゴリー「スーパークラス」のレースに出場し何度も表彰台に登った。
16歳でSPYOPTICジャパンとスポンサー契約を交わす。
2000年
- 18歳で日本国内における最高カテゴリーで日本チャンピオンに輝くと、プロBMXレーサーの道を選びBMXの本場アメリカでプロデビュー
- 定期的にABA（アメリカンバイシクルアソシエーション）のナショナルレースに単身参戦を開始する。
- K2ジャパンとアスリート契約を発表し、ワールドライダーとして活躍。

2004年
- 日本で行われていたシリーズ戦全5戦中、4勝をあげるという圧倒的な強さで日本シリーズチャンピオンとなる。
- これを機に国内のレースより、海外のレースをメインに参戦。

2005年
- ダイアテックプロダクツとスポンサー契約を交わす
- この年より自身のシグネチャーバイク開発がスタート

2006年
- 拠点をBMXの本場アメリカのハンティントンビーチに移す。
- NIKE JAPANとアスリート契約を交わした。
- 米国のBMX RACE団体ABA(アメリカンバイシクルアソシエーション)が運営するナショナルレースでTOPクラス「AA PRO」の1ランク下「A PRO」で初優勝を果たした。
- 同年末、過去の日本人選手では成し得る事の出来なかった、アメリカ最高カテゴリー「AA PRO」への昇格を果たした。
- 自身のシグネチャーフレーム【GTW】が完成し、日本人レーサー初のシグネチャーフレームが発売される。

2008年
- 全日本選手権で優勝、UCI世界選手権で日本人最高位を記録し、北京オリンピックBMX日本代表に選出される。
- 日本初のBMXオリンピック日本代表として北京オリンピックに出場を果たし27位で競技を終えた。
- また同年開催された全日本選手権チャンピオンでもある。
- 堺市民栄誉賞を受賞。

2009年
- オリンピック出場を評価され、自身の練習場所でもある大泉緑地内の大規模なコース改修を大阪府が了承。
- 大阪国際大会に向けてコース設計を任され、自身が中心となりコース制作を行なった。
- 地元大阪堺市の大泉緑地で開催されたUCI大阪国際大会で優勝を果たす。
- 堺市民栄誉賞受賞。

2010年
- 「AA PRO」のレースで、オリンピックメダリスト達が敗退するなか勝ち上がり、自身、そして日本人最高成績となる4位入賞を果たす。
- また広州アジア大会にて銀メダルを獲得。
- 関西メディアではこの事を多く取り上げられた。

2011年
- ロンドンオリンピック出場に向けてワールドカップに参戦しフランス人コーチのもと各国で合宿を始める。

2012年
- ロンドンオリンピック最終選考大会となる世界選手権に日本代表として選ばれ出場するも、日本のオリンピック出場権を獲得する事が出来ずロンドンオリンピックには出場出来なかった。
- 静岡県にある伊豆シャボテン公園内のランバイクコースをプロデュース。

2013年
- 拠点をアメリカのオレンジカウンティーから出身地でもある堺市に戻す。
- 日本でのBMX普及の為に自身の名前を冠名にした大会【阪本章史CUP】をサイクルピア岸和田BMXコースで開催。
- 多くの子供達にBMXレースに出場するチャンスを与え、BMXレースの楽しさを沢山の子供達に伝えている。

2014年
- JOC主催のオリンピック事業にBMXオリンピアンとして数多くゲスト出演し、自身もオリンピックムーブメントに積極的に携わっている。
- JFAが実施している、『こころのプロジェクト』で夢先生として日本全国の小学校を訪問、東北の小学校へも積極的に訪れている。
- 仁川アジア大会では韓国BMX代表のコーチに期限付きで就任し、短い期間での韓国代表チーム強化に成功させコーチとしての実力も海外で高く評価された。

2015年
- JBMXFジャパンシリーズチャンピオンを12年振りに獲得。2015年のシリーズ戦日本チャンピオンとなる。
- 岸和田を拠点としたオリンピック出場を目標にするチーム【Deuxroues Eliteteam】のヘッドコーチに就任。チームの子供達を計画的に指導している。

2016年
- 地元大阪で開催された第33回全日本選手権大会にて、最高峰クラスのエリートクラスで3位入賞を果たす。

2017年
- 日本初のBMXProTeam GANTRIGGER を立ち上げ、チームオーナーとして3名のライダーを選手雇用している。
- チーム運営会社、株式会社GANallianceの代表取締役社長に就任。
- BMXProTeamの立ち上げを自身の地元である堺市に市長表敬訪問という形で報告が行われた。
- ゲストMCを務めているFM OH! (FM OSAKA)の番組、サタスポ内でチームの立ち上げを直接リスナーに報告をしている。

## 北京オリンピック出場
2008年5月31日、中国の太原で開催されたBMX世界選手権で日本勢として唯一予選を通過（1/8決勝敗退）した実績により、同年7月16日、北京オリンピックBMX代表に選出される。
成績は27位タイでと3大会を終えた時点で日本人最高成績となっている。
アジア男子からは唯一の出場選手だった。
BMXは、北京オリンピックから正式種目となった為、初代日本代表選手となる歴史的な1ページに名を刻む事になった。
北京からの帰国の際、サッカー日本女子代表「なでしこジャパン」と同便の飛行機で成田空港に到着し、自身の荷物をなでしこ選手達に間違って持ち帰られた事を雑誌Numberが当時報じていた。
出発前には大阪府庁を表敬訪問し、橋下徹大阪府知事より激励を受けた。
またオリンピック出場の功績から堺市名誉市民賞を受賞(2008/2009)。
自身の練習コース（大泉緑地BMXコース、大阪府堺市）の改修もオリンピック出場が高く評価され、大阪府が承諾し改修費用の予算が組まれた。

## メディア露出
- NHK総合 「めざせ!2020年のオリンピアン「自転車BMX カリスマが14歳と一騎打ち」
- NHK総合 「伝説×最強=○○への架け橋だ! オリンピック選手が選んだ名場面を爆笑トーク」
- 読売テレビジョン 「あさぱら!」
- フジテレビ 「第17回FNSソフト工場『化学反応バラエティ コラボックス』」
- フジテレビ 「ジャンクSPORTS」
- CSフジ739『荻原次晴スポーツブレイク』
- TBSテレビ 「はなまるマーケット」
- TBSテレビ 「メヂカラ」
- TBSテレビ 「NAME-X～挑み続ける者たち～」
- BS-TBS「銀輪の風」
- TBSラジオ
- MBS毎日放送「VOICE」スポーツニュース
- 日本テレビ 「ズームイン!!SUPER」
- 関西テレビ 「FNNスーパーニュースアンカー」
- 関西テレビ 「ココロの旅」
- NHK総合
- NHK大阪 関西ニュース
- NHKワールド
- J:COM 8時です！生放送！！
- TVCM やしきたかじん主催「大阪あかるクラブ」
- Number オリンピック特集
- Tarzan bmxrace特集
- MARSAS SOUND MACHINE「ロッキングチェアー」PV出演